# Huissen
Huissen este o localitate în Țările de Jos, în comuna Lingewaard din provincia Gelderland. Până în 2001 localitatea era o comună separată.
1. ↑   (PDF) https://dans.knaw.nl/nl/over/organisatie-beleid/publicaties/DANSrepertoriumnederlandsegemeenten2011.pdf Lipsește sau este vid: |title= (ajutor)
2. ↑   https://gemeentegeschiedenis.nl Lipsește sau este vid: |title= (ajutor)